# Geotaxie
Geotaxie is een term in de biologie die gebruikt wordt voor dieren die reageren op zwaartekracht. Geotaxie slaat op de voorkeur of afkeer van een dier voor het leven op de bodem. Een dier dat op of in de bodem leeft wordt positief geotactisch genoemd en als er een voorkeur is om in hogere delen van planten te leven dan wordt het dier negatief geotactisch genoemd. 